# Kärlek vid 20 år
Kärlek vid 20 år (originaltitel: L'Amour à vingt ans) är en franskproducerad antologifilm från 1962 i fem episoder, i regi av fem olika regissörer från fem olika länder.
Första episoden, "Antoine et Colette" i regi av François Truffaut, handlar om Antoine Doinel (spelad av Jean-Pierre Léaud) som en kronologisk uppföljare till De 400 slagen som hade premiär tre år tidigare.
Filmens andra episod är 21-årige italienaren Renzo Rossellini (son till Roberto Rossellini) regidebut. Tredje episoden regisserades av japanske regissören Shintarō Ishihara. Fjärde episoden regisserades av västtyske Marcel Ophüls. Den femte och sista episoden, "Warszawa", regisserades av polske regissören Andrzej Wajda.